# Der Musikant von Lichtental
Der Musikant von Lichtental ist ein österreichischer Stummfilm aus dem Jahre 1928 über das Leben des Komponisten Franz Schubert. Der Film wurde im Auftrag des US-amerikanischen Schubert-Bundes anlässlich des einhundertsten Todestags dieses Ausnahmekünstlers angefertigt.

## Handlung
Im Stil einer klassischen Künstlerbiografie wird der Aufstieg Schuberts vom einfachen Schulmeister in Lichtental bei Wien zu einem der bedeutendsten Komponisten des 19. Jahrhunderts nachgezeichnet und seine beiden unglücklichen Lieben zu der Sängerin Therese Grob und der Gräfin Karoline Esterhazy. Zu Beginn der Geschichte leidet der junge Schubert unter dem herrischen und strengen Vater, der seine Kunst gering schätzt und Franzens Lieder als eines Schulmeisters unwürdige „Heurigengstanzl“ abtut. Erst Therese Grob vermag den wahren Wert der Schubert‘schen Kompositionen zu würdigen und trägt diese daher als erste gesanglich vor. Dadurch wird der junge Nachwuchskomponist dem Wiener Publikum zum Begriff. Therese protegiert überdies ihn, in dem sie Schubert mit den einflussreichen Baronen Schober und Schönstein sowie deren Freund Anselm Hüttenbrenner bekanntmacht, die sich seiner annehmen. Als es zum Bruch mit seinem Vater kommt, übersiedelt der musische Schulmeister in das Haus Baron Schobers.
Wenig später wird der einflussreiche Adelige und Mäzen Graf Esterhazy auf Schubert aufmerksam. Er erkennt sogleich dessen Talent und bittet ihn darum, als Musiklehrer seiner Tochter Karoline zu wirken. Soeben noch schüchtern in Therese verliebt, brennt bald Schuberts Herz lichterloh für die reizende junge Komtesse. Und wieder beflügeln Schuberts überbordende Gefühle seine Kompositionen und bringen in ihm Inspirationen für neue Lieder hervor. Doch auch diese Liebe verläuft letztlich unglücklich. In den abschließenden Szenen sieht man Franz Schubert, wie er zu Ehren von Karoline Gräfin Esterhazy anlässlich ihres Geburtstages ein Ständchen spielt. Und so finden sich drei Pärchen zusammen: Komtesse erhört Baron Schönstein, Baron Schober und Therese Grob finden zueinander, und auch Anselm Hüttenbrenner findet seine Liebste, eine gewisse Sylvia. Franz Schubert bleibt allein zurück. Ihm bleibt nur noch die Musik, seine größte Liebe.

## Produktionsnotizen
Der für die Jugend freigegebene Sechsakter wurde am 20. Juli 1928 uraufgeführt.

## Kritik
Die Wiener Allgemeine Zeitung sah hier einen Film, „der in seiner gemütlichen stillen Art alles zusammenfaßt, was sich auf das Leben dieses großen Tonkünstlers bezieht.“